# (295472) Puy
(295472) Puy est un astéroïde de la ceinture principale.

## Description
(295472) Puy est un astéroïde de la ceinture principale. Il fut découvert le 26 août 2008 à Pises par l'Observatoire des Pises. Il présente une orbite caractérisée par un demi-grand axe de 2,79 UA, une excentricité de 0,03 et une inclinaison de 6,1° par rapport à l'écliptique.

## Compléments